# Stephanofilaria
Stephanofilaria ist eine Gattung der Rollschwänze mit 12 Arten. Sie ist die einzige Gattung in der Unterfamilie Stephanofilariinae. Sie sind Parasiten der Unterhaut bei Hornträgern.

## Merkmale
Stephanofilaria-Arten und damit auch die Stephanofilariinae sind kleine Filariidae mit kurzem Schwanz. Die Mundöffnung ist von zahlreichen Dornen umgeben. Die Vulva liegt nahe des Nervenrings. Die Amphiden sind groß. Der Ösophagus ist kurz und ungeteilt. Die beiden Spicula sind unterschiedlich, das linke ist lang und einfach gebaut, ein Gubernaculum ist vorhanden. Männchen haben viele Analpapillen. Die Mikrofilarien haben eine runde oder längliche Scheide.

## Lebenszyklus
Als Vektor fungieren Fliegen. Sie werden durch die von den adulten Stephanofilarien verursachten Hautwunden angezogen und nehmen die als Mikrofilarien bezeichneten Larven mit dem Exsudat auf. Die Entwicklung zur ansteckenden Larve 3 dauert etwa drei Wochen. Der Endwirt wird infiziert, indem die Fliegen diese Larven auf der intakten Haut ablegen.

## Systematik
Das Interim Register of Marine and Nonmarine Genera weist folgende Arten aus:
- Stephanofilaria andamani Sinha & Das, 1958
- Stephanofilaria assamensis Pande, 1936
- Stephanofilaria boomkeri Bain, van der Lugt & Kazadi, 1996
- Stephanofilaria dedoesi Ihle & Ihle-Landenberg, 1933
- Stephanofilaria dinniki Round, 1964
- Stephanofilaria jaheeri
- Stephanofilaria kaeli Buckley, 1937
- Stephanofilaria okinawaensis Ueno & Chibana, 1977
- Stephanofilaria srivastavai
- Stephanofilaria stilesi Chitwood, 1934
- Stephanofilaria thelazioides Boomker, Bain, Chabaud & Kriek, 1995
- Stephanofilaria zaheeri Singh, 1958